# Ignatius Schuckel
Ignatius Schuckel (* 1877 im  Russischen Kaiserreich; † 1935 auf den Solowezki-Inseln, Sowjetunion) war ein russlanddeutscher römisch-katholischer Geistlicher und Märtyrer.

## Leben
Ignatius Schuckel studierte Theologie in Sankt Petersburg und wurde 1903 zum Priester geweiht. Die Stationen seines Wirkens waren: 1905 Pfarradministrator in Neschin (Gouvernement Gomel), 1909–1928 in Witebsk. 1932 wurde er verhaftet und zu 5 Jahren Gulag verurteilt. Er kam auf die Solowezki-Inseln und starb dort 1935.

## Gedenken
Die Römisch-katholische Kirche in Deutschland nahm Pfarrer Ignatius Schuckel als Märtyrer in das deutsche Martyrologium des 20. Jahrhunderts auf.